# Wollaston Lake
Wollaston Lake är en sjö i provinsen Saskatchewan i Kanada. Wollaston Lake ligger 398 meter över havet och arean är 2 681 kvadratkilometer.
Trakten runt Wollaston Lake är nära nog obefolkad, med mindre än två invånare per kvadratkilometer.  Trakten ingår i den boreala klimatzonen.